# Harsefeld
Harsefeld, officieel: Flecken Harsefeld, is een plaats in de Duitse deelstaat Nedersaksen. De gemeente maakt deel uit van de Samtgemeinde Harsefeld in het Landkreis Stade.
Harsefeld telt 14.245 inwoners.

## Indeling van de gemeente

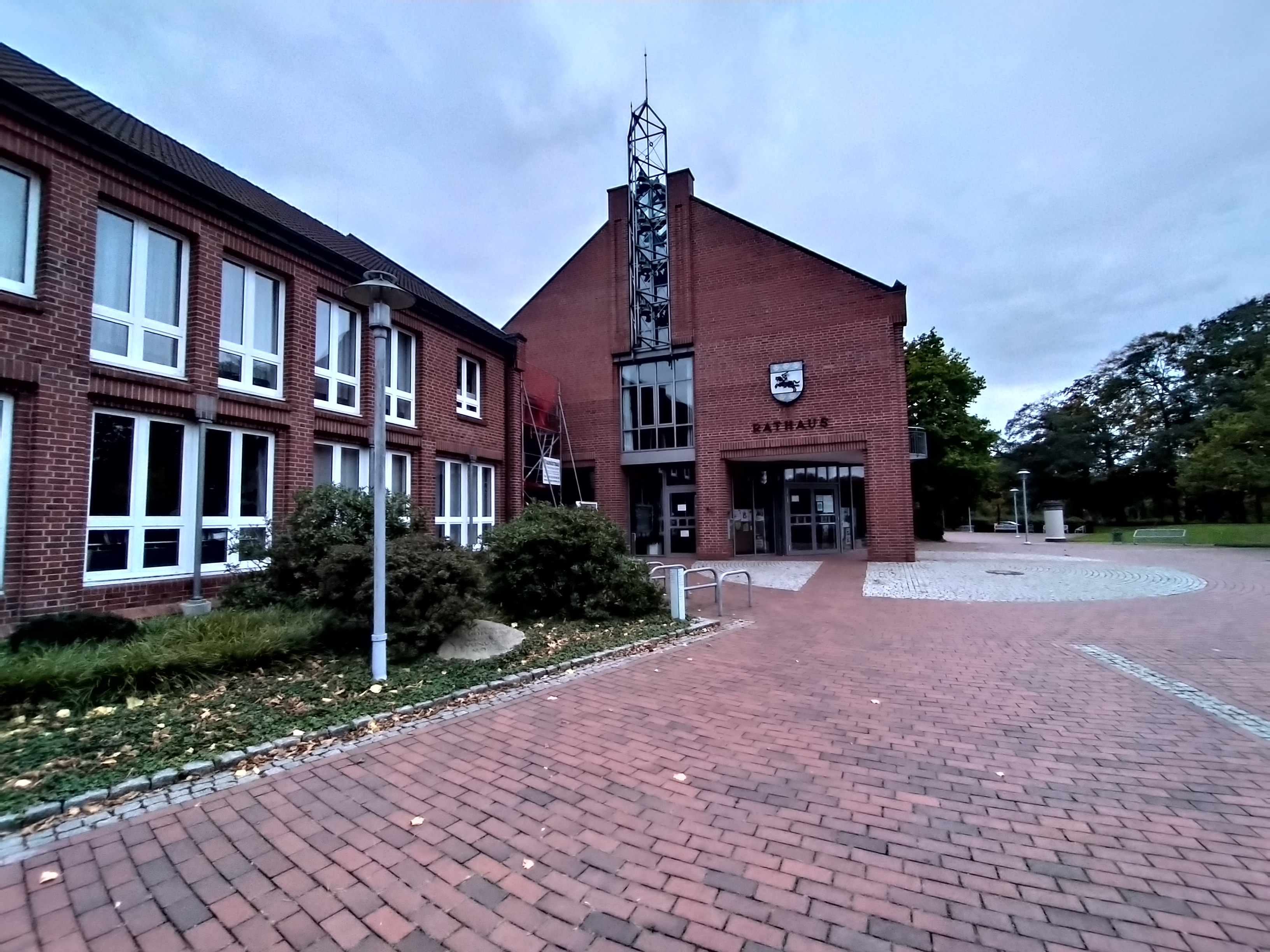
Gemeentehuis

De Flecken Harsefeld bestaat uit de volgende vier Ortsteile:
- Harsefeld zelf, met het bestuur van zowel de gemeente als de overkoepelende Samtgemeinde Harsefeld.
- Hollenbeck, ten zuidwesten van Harsefeld zelf
- Issendorf, ten noorden van Harsefeld zelf
- Ruschwedel, ten oosten van Harsefeld zelf.

## Geografie, infrastructuur
Harsefeld ligt aan een bochtig, onbevaarbaar riviertje, dat de naam Aue draagt en dat noordoostwaarts naar Horneburg stroomt, daar overgaat in de Lühe , en uitelndelijk bij Grünendeich uitmondt in de Elbe. De Aue wordt op veel plaatsen door fraaie natuur omgeven, waaronder percelen ooibos.
Het landschap rondom Harsefeld wordt als Geest, geestgrond, omschreven. Het lijkt op dat van de Nederlandse provincie Drenthe en is een afwisseling van hoog- en laagveen, beboste, lage, heuvels van zandgrond, en boerenland.

### Omliggende gemeenten
- In het noorden: Stade, afstand ongeveer 20 km
- In het noordoosten: Horneburg, afstand ongeveer 10 km
- In het oosten: Apensen, afstand ongeveer 9 km en Buxtehude, afstand ongeveer 15 km
- In het zuidwesten: Ahlerstedt, afstand ongeveer 8 km
- In het westen: Bremervörde, afstand ongeveer 30 km
- In het noordwesten: Fredenbeck, afstand ongeveer 13 km

### Infrastructuur
Harsefeld heeft een station aan de spoorlijn van en naar Station Buxtehude, zie: Spoorlijn Buxtehude - Harsefeld, alsmede de spoorlijn van en naar Station Bremervörde, zie: Spoorlijn Bremerhaven-Wulsdorf - Buchholz.
Grote verkeerswegen zijn er niet in Harsefeld. De dichtstbij gelegen hoofdverkeersaders zijn te vinden rondom Horneburg (Bundesstraße 73; Autobahn A26).

## Economie
Harsefeld is een plaats met een streekfunctie, met o.a. veel winkels, enige bedrijventerreinen voor lokaal en regionaal midden- en kleinbedrijf, een klein ziekenhuis, een gymnasium, sportaccommodaties enz.
Harsefeld is de vestigingsplaats van een zeer groot (in 2023 1.100 man personeel) aannemersbedrijf, dat seriematig woningen bouwt.
In Harsefeld wonen veel woonforensen, die een werkkring hebben in omliggende grotere steden, zoals Hamburg, dat, afhankelijk van het stadsdeel, 32-45 km ten noordoosten van Harsefeld ligt.

## Geschiedenis

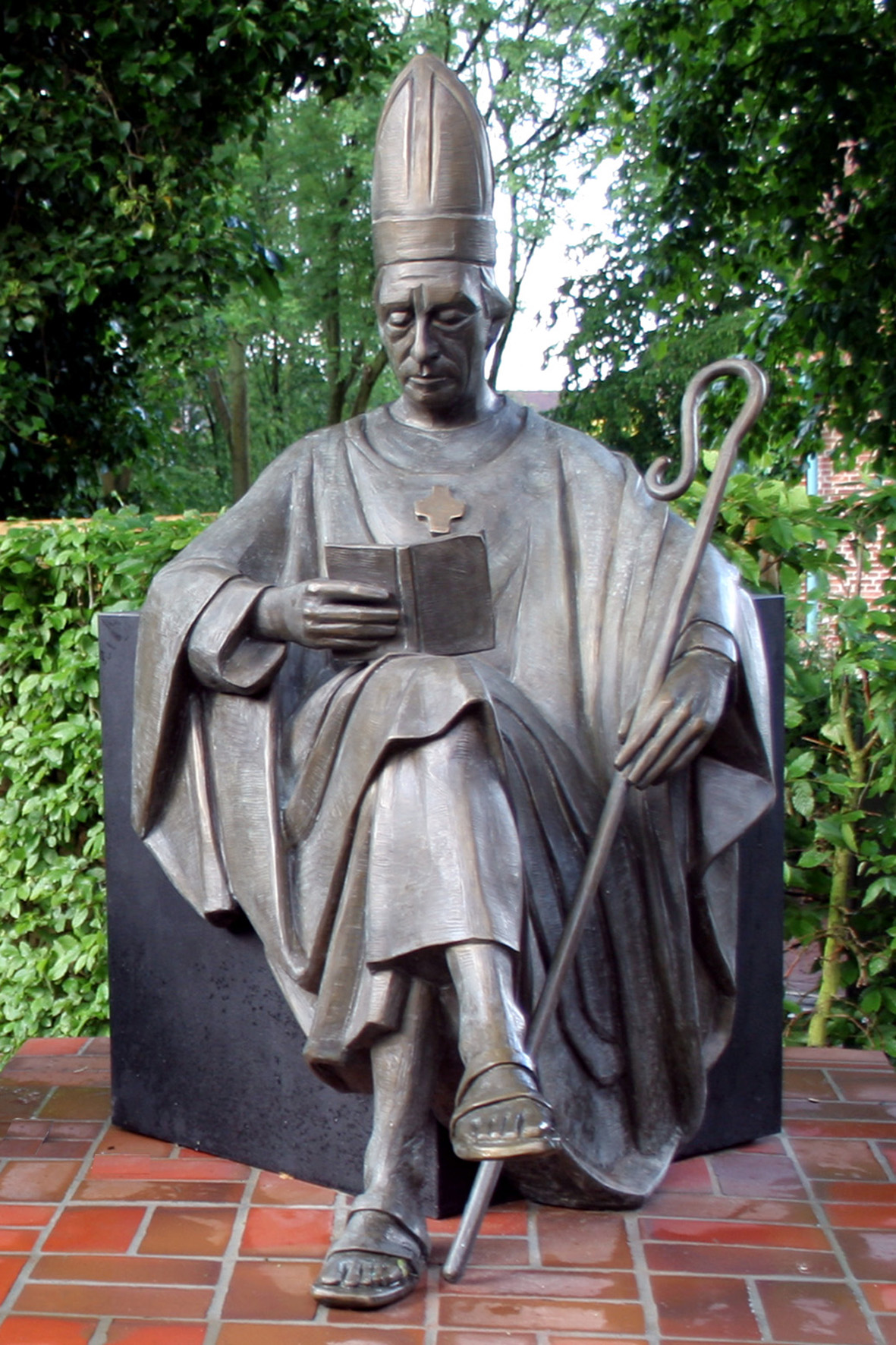
Erz-Abt zu (aartsabt te) Harsefeld, bronzen beeld door  Carsten Eggers
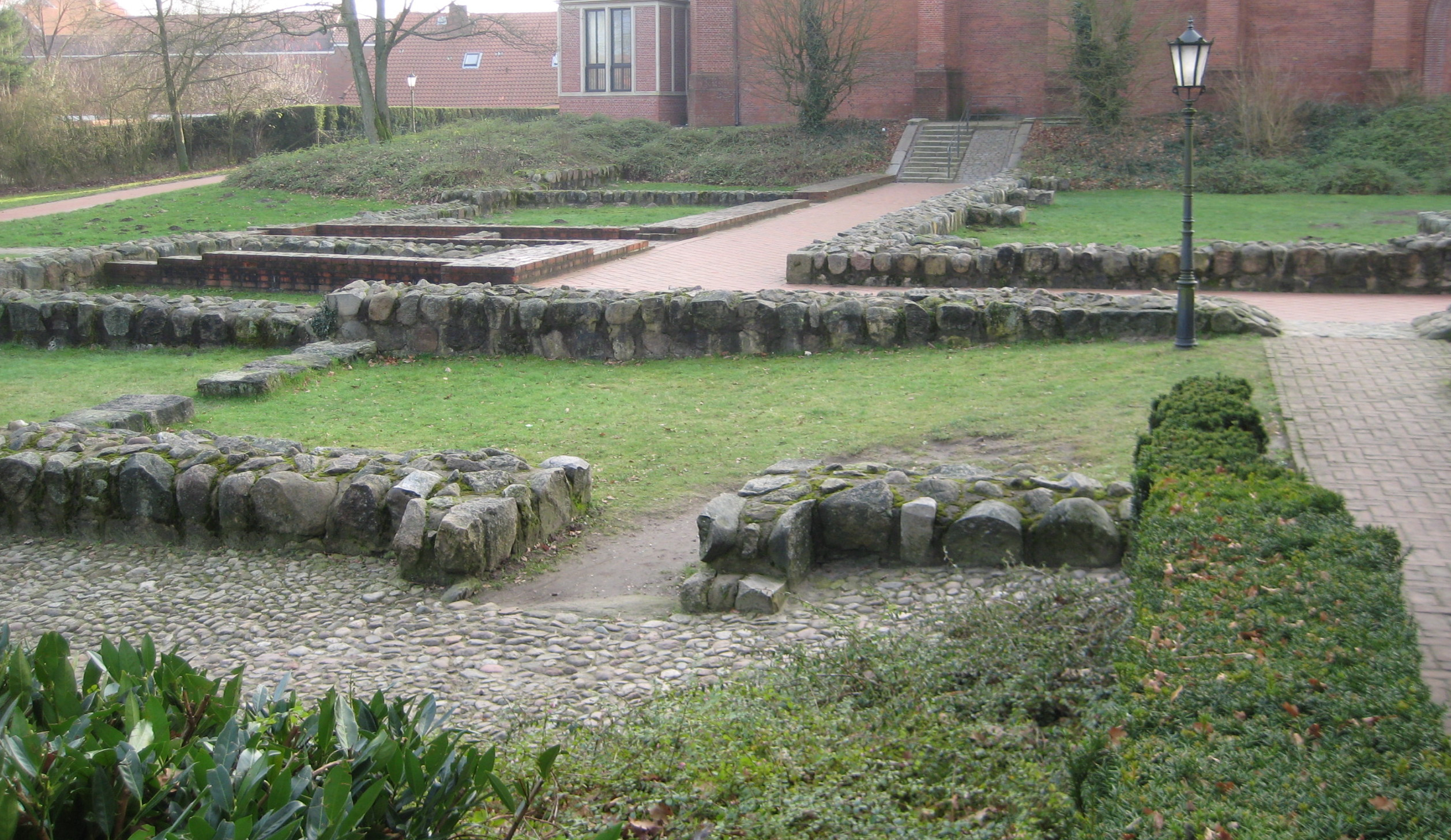
Ruïne van het vroegere klooster

Ten noordoosten van Harsefeld zijn door archeologisch onderzoek resten ontdekt van 22 grafheuvels uit de Late Bronstijd.
De naam Harsefeld wordt door een meerderheid van de geleerden verklaard uit: ros (Engels: horse) en veld, dus: Paardenveld.
In 969 zou graaf Hendrik I van Stade, uit het geslacht der Udonen, te Harsefeld een kasteel hebben laten bouwen. Kort na het jaar 1000 verhuisden de graven naar een burcht in Stade zelf, en op de plaats van het vroegere kasteel verrees een dominicanenklooster, in de eerste 100 jaar nog een sticht. De stichting van deze instelling had te maken met de moord in 1002 op Ekhard I van Meißen. Graaf Hendrik II van Harsefeld bekostigde in het eerste decennium van de 11e eeuw bij wijze van zoenoffer voor deze moord, gepleegd door o.a. twee van zijn neven, de stichting van dit huis. In het begin van de 12e eeuw werd het sticht officieel een benedictijnenklooster. Paus Paschalis II plaatste het klooster onder zijn hoge beschermheerschap, waardoor het de hoge rang van aartsabdij verwierf, met o.a. het recht, nagenoeg vrijelijk zijn eigen abt te kiezen. Harsefeld is tot 1648 de zetel geweest van deze belangrijke abdij van de benedictijnen, een zogenoemd exempt klooster, vanaf de 14e eeuw ook wel betiteld als een door een aartsabt geleide aartsabdij. Over de privileges van de abdij van Harsefeld waren in de 13e eeuw conflicten met het Prinsaartsbisdom Bremen, die door pauselijke interventie meestal gunstig voor de abdij afliepen. In 1510 verbond de abdij zich losjes met de Congregatie van Bursfelde. In de 16e eeuw bleef Harsefeld nog lange tijd katholiek, maar vanaf circa 1610 kwijnde de instelling weg en werd bij de Vrede van Münster in 1648 opgeheven. Van het gebouwencomplex bleef uiteindelijk alleen de kloosterkerk behouden. Harsefeld werd als laatste plaats in de regio evangelisch-luthers.
Na 1648 kwam Harsefeld te liggen in het onder de kroon van Zweden ressorterende Bremen-Verden, en vanaf 1715 in het Keurvorstendom Brunswijk-Lüneburg.
Eind mei 1799 werd Harsefeld door een brand voor een groot deel verwoest.
Gedurende de periode 1648-1950 is Harsefeld voortdurend een regionaal bestuurscentrum (van het Amt Harsefeld) van beperkte betekenis geweest. De plaats was daardoor een vlek geworden, kreeg het uiterlijk van een kleine stad, maar verwierf nooit officieel stadsrecht.
Na de Tweede Wereldoorlog groeide Harsefeld sterk, doordat duizenden Heimatvertriebene, Duitsers, die immigreerden uit in 1945 aan Polen en Tsjecho-Slowakije toegewezen gebieden, in de gemeente moesten worden gehuisvest. Vele straatnamen in Harsefeld verwijzen nog naar voorheen Duitse gebieden in o.a. Silezië.

## Bezienswaardigheden, toerisme
- In een klein park in het centrum van Harsefeld staat een gebouwencomplex, dat o.a. bestaat uit de voormalige kloosterkerk, een Amtshof, dat toen het klooster nog bestond, de woning van de abt was, in 1742 op een deel van de fundamenten van het verwoeste klooster werd herbouwd, en waarin tegenwoordig een museum en de openbare bibliotheek zijn gehuisvest. Ernaast zijn andere, bij archeologisch onderzoek blootgelegde, fundamenten van het klooster zichtbaar gemaakt.
  - De voormalige kloosterkerk, de evangelisch-lutherse kerk St. Maria en Bartholomeüs, is van oorsprong een uit 1445 daterende gotische kerk, die in de 18e eeuw en vooral in de jaren rond 1861 ingrijpend verbouwd werd, in de stijl der neogotiek.
  - Het streekmuseum van Harsefeld is gevestigd in een voormalig gerechtsgebouw, naast de Amtshof (openbare bibliotheek). Het museum bevat veel informatie over het voormalige klooster en de rijke geschiedenis daarvan.
- Ten noorden van Harsefeld ligt rondom het riviertje de Aue het fraaie, 700 hectare grote[4], natuurreservaat Aueniederung und Nebentäler, bestaande uit ooibos en oeverlanden, met beperkte wandelmogelijkheden. In dit natuurgebied is een Garten der Steine, Stenentuin, aangelegd. Dit is een verzameling zwerfstenen, die moest wijken voor de aanleg van wegen in de regio, en waarlangs een educatief wandelpad loopt. Op informatiepanelen is de geologische achtergrond van deze zwerfstenen uiteengezet.
- Ten zuiden van Harsefeld ligt het grotendeels uit eiken- en beukenbos bestaande, 567 hectare grote, natuurreservaat Braken, Harselah, Kahles und Wildes Moor, met enige wandelpaden.

## Afbeeldingen

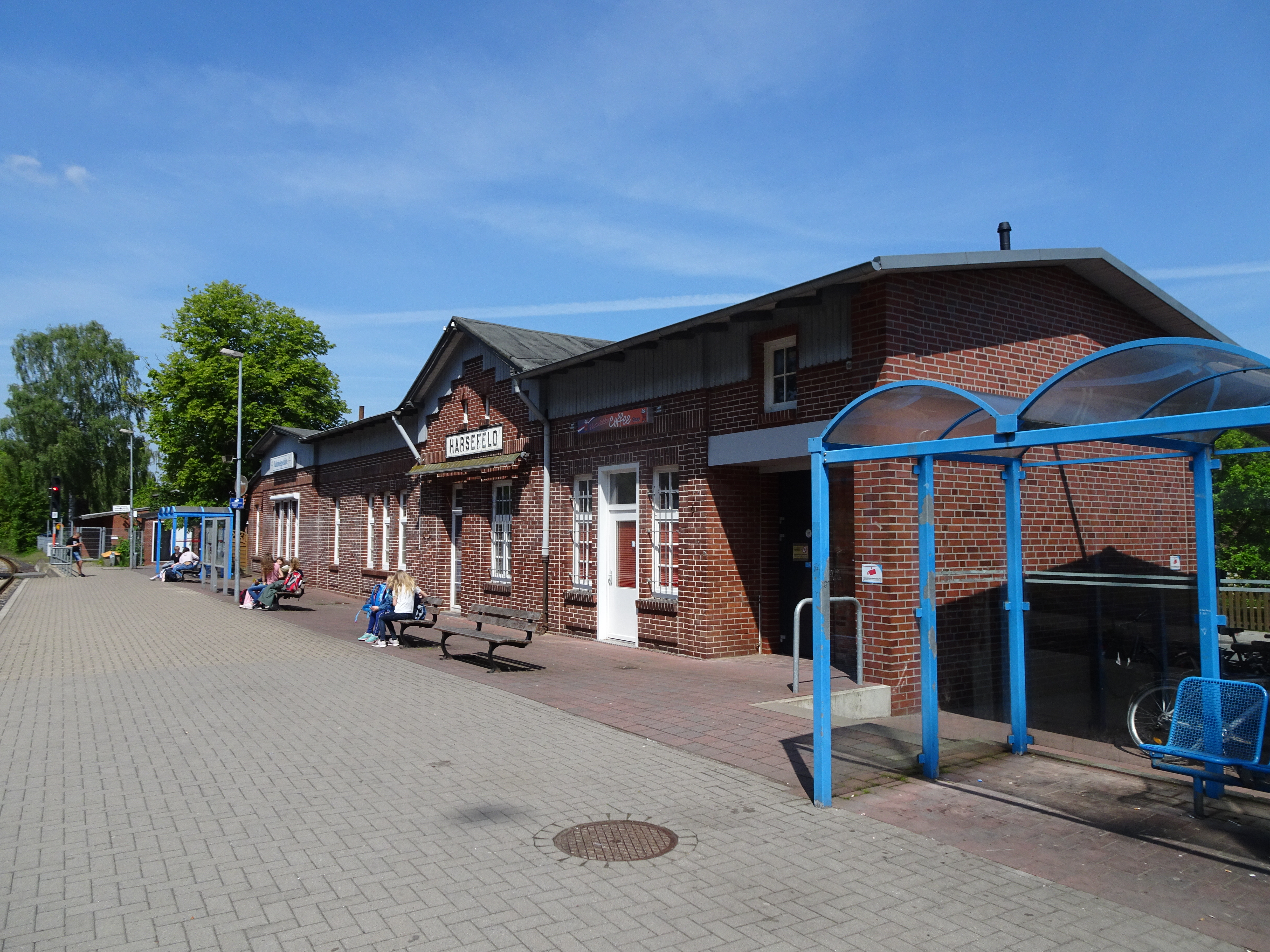
Station (2019)
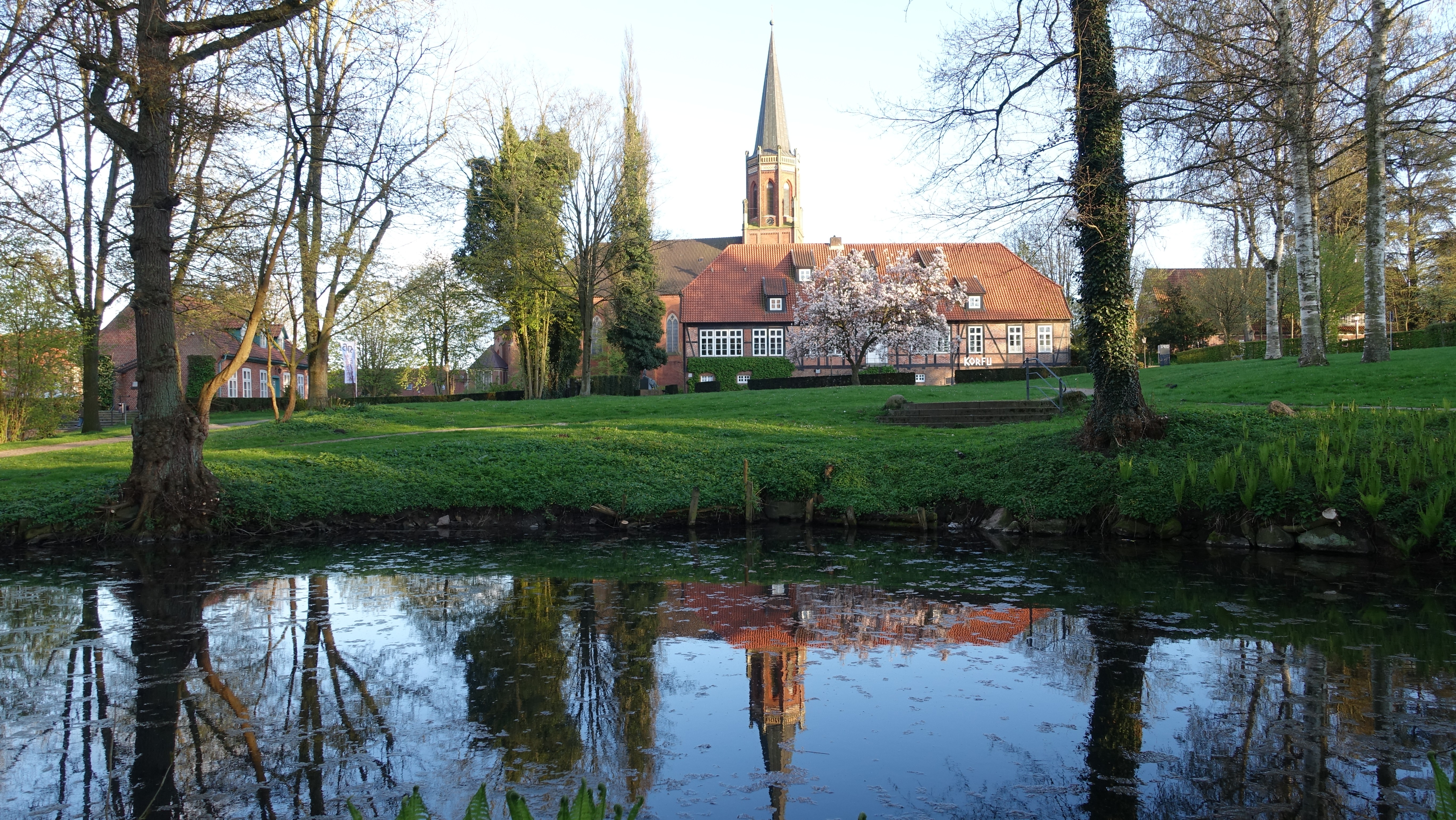
Voormalig kloosterterrein te Harsefeld met kerk en Amtshof
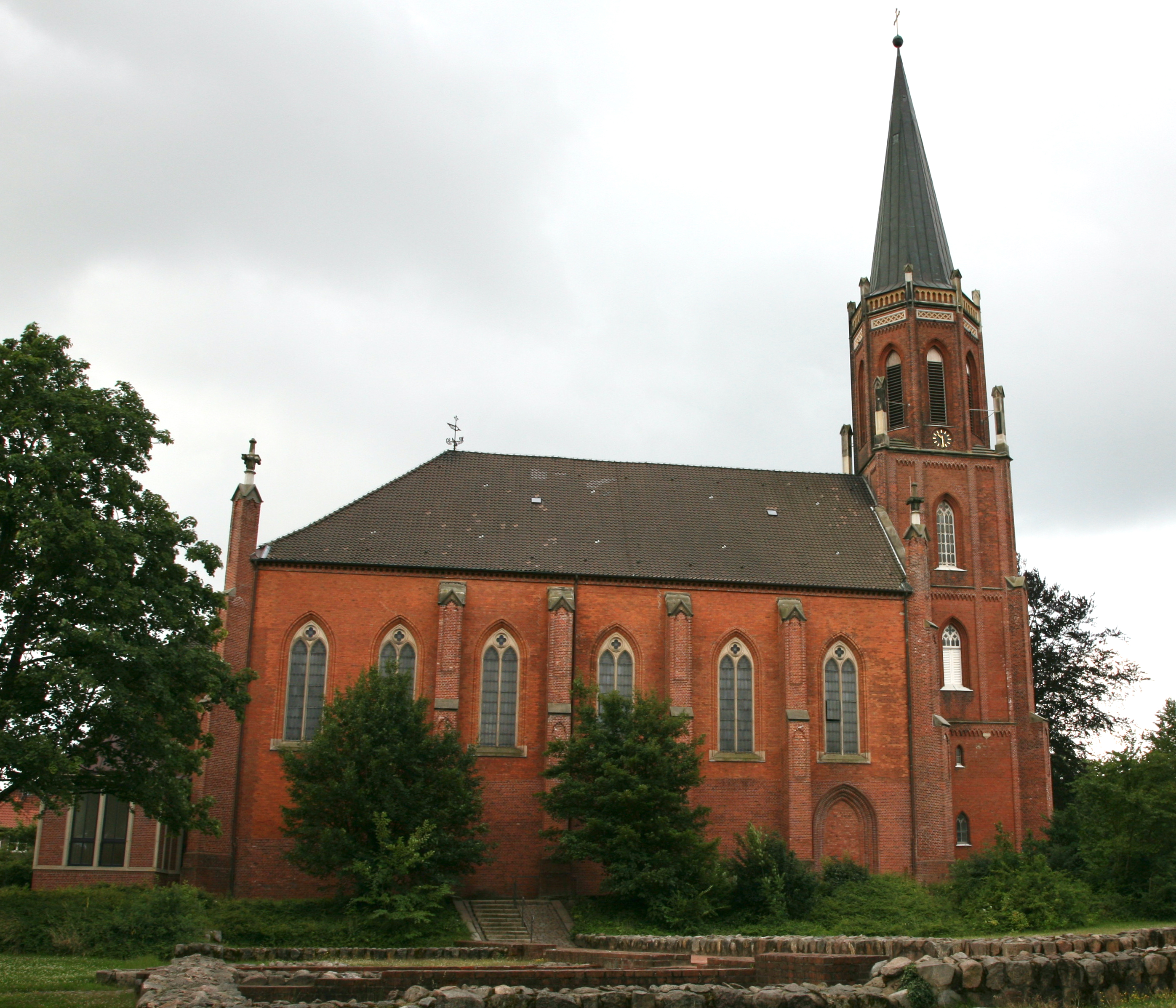
Evang.-lutherse kerk (v.m. kloosterkerk)
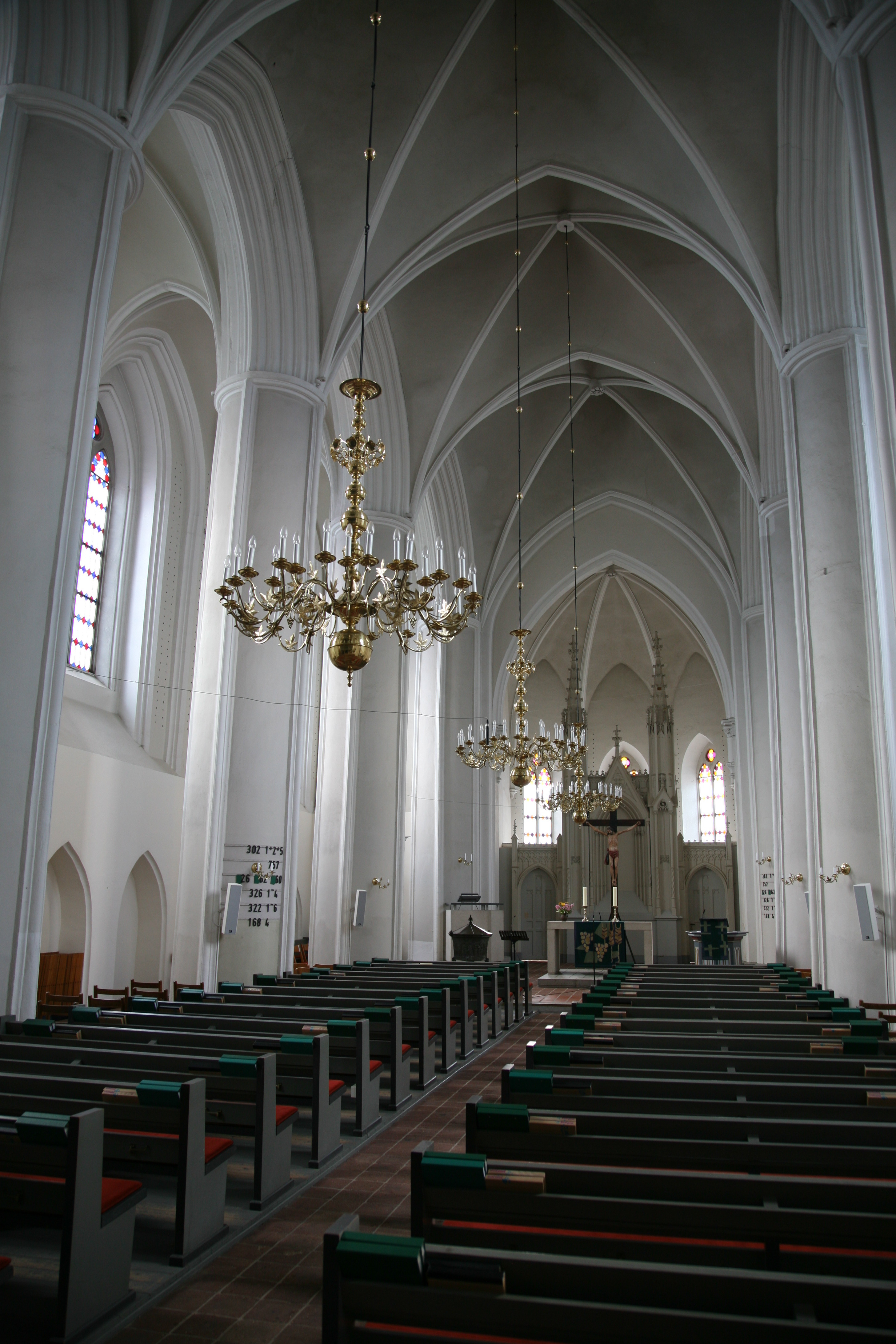
Interieur van deze kerk
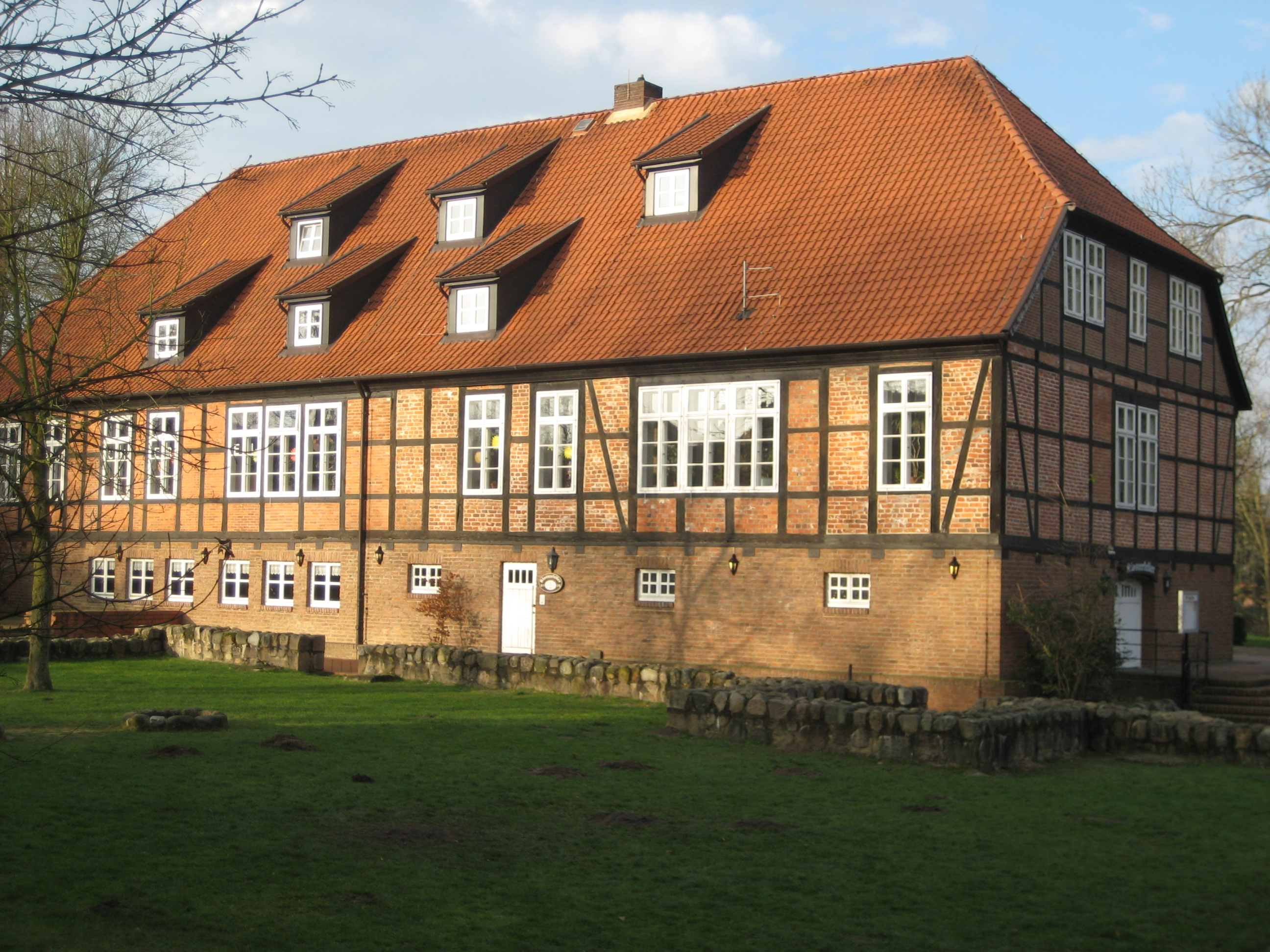
De Amtshof te Harsefeld (bibliotheek)
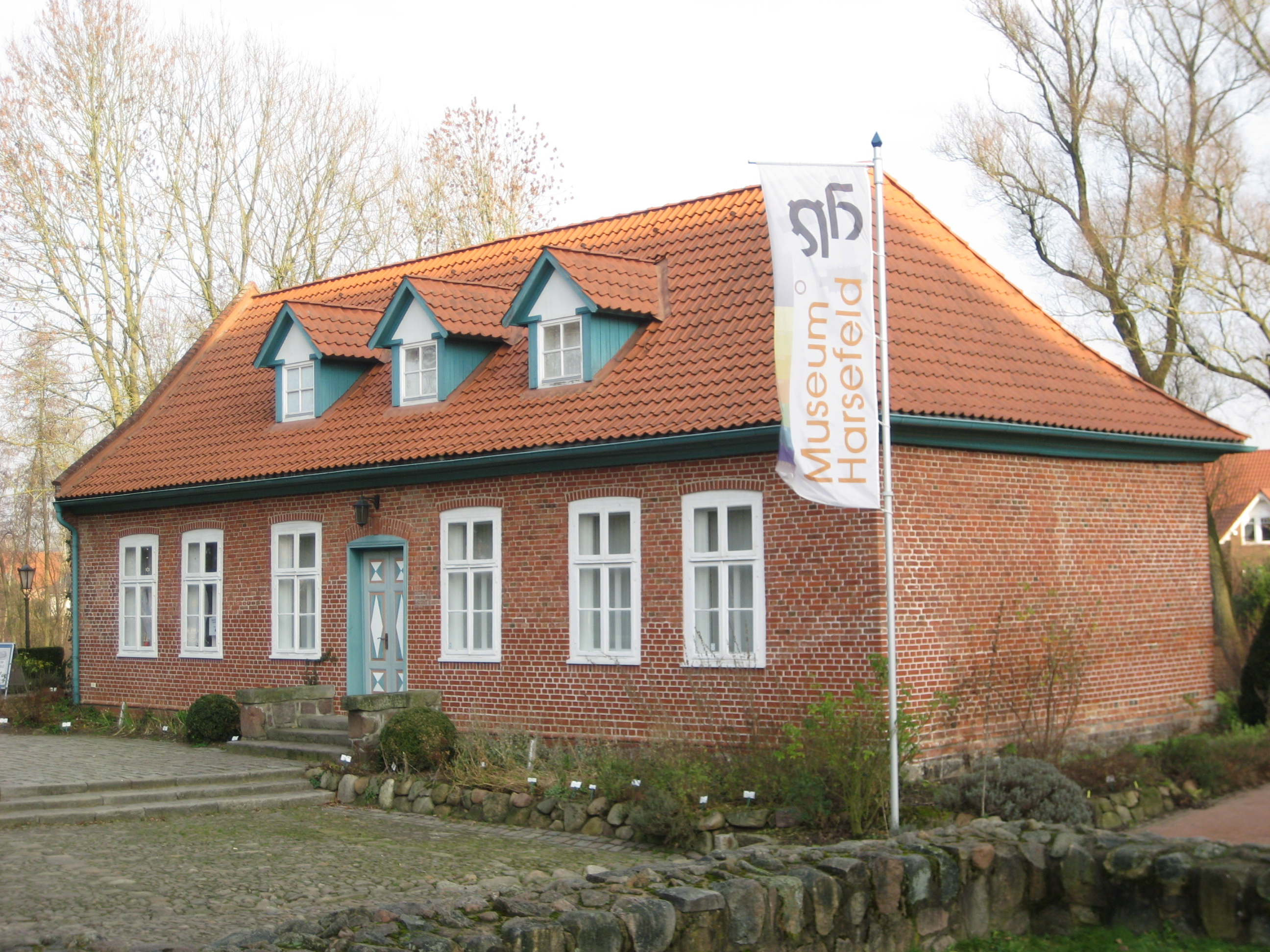
Streekmuseum in voormalig gerechtsgebouw (1776) naast de Amtshof
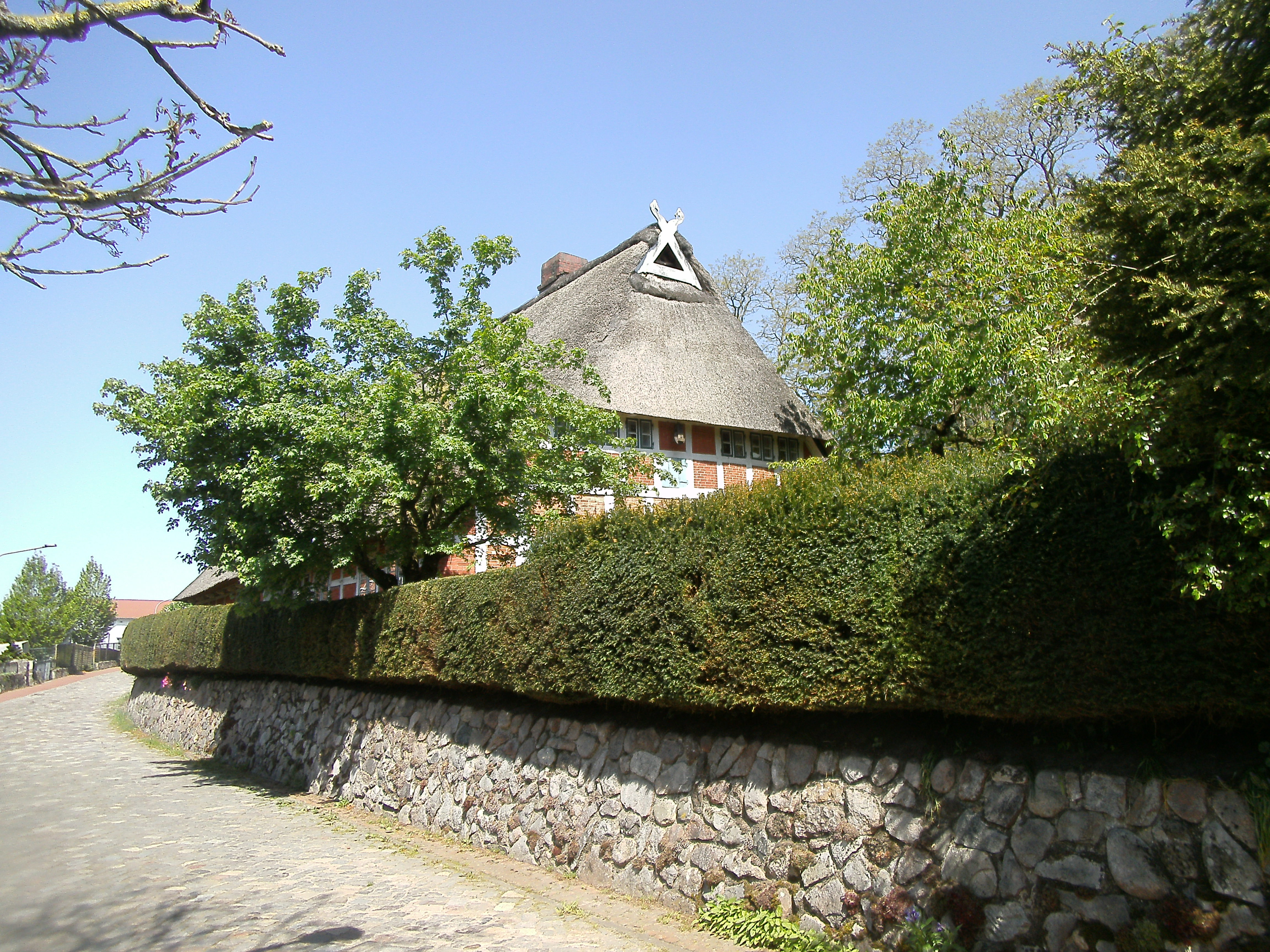
Monumentale boerderij uit 1799 te Harsefeld
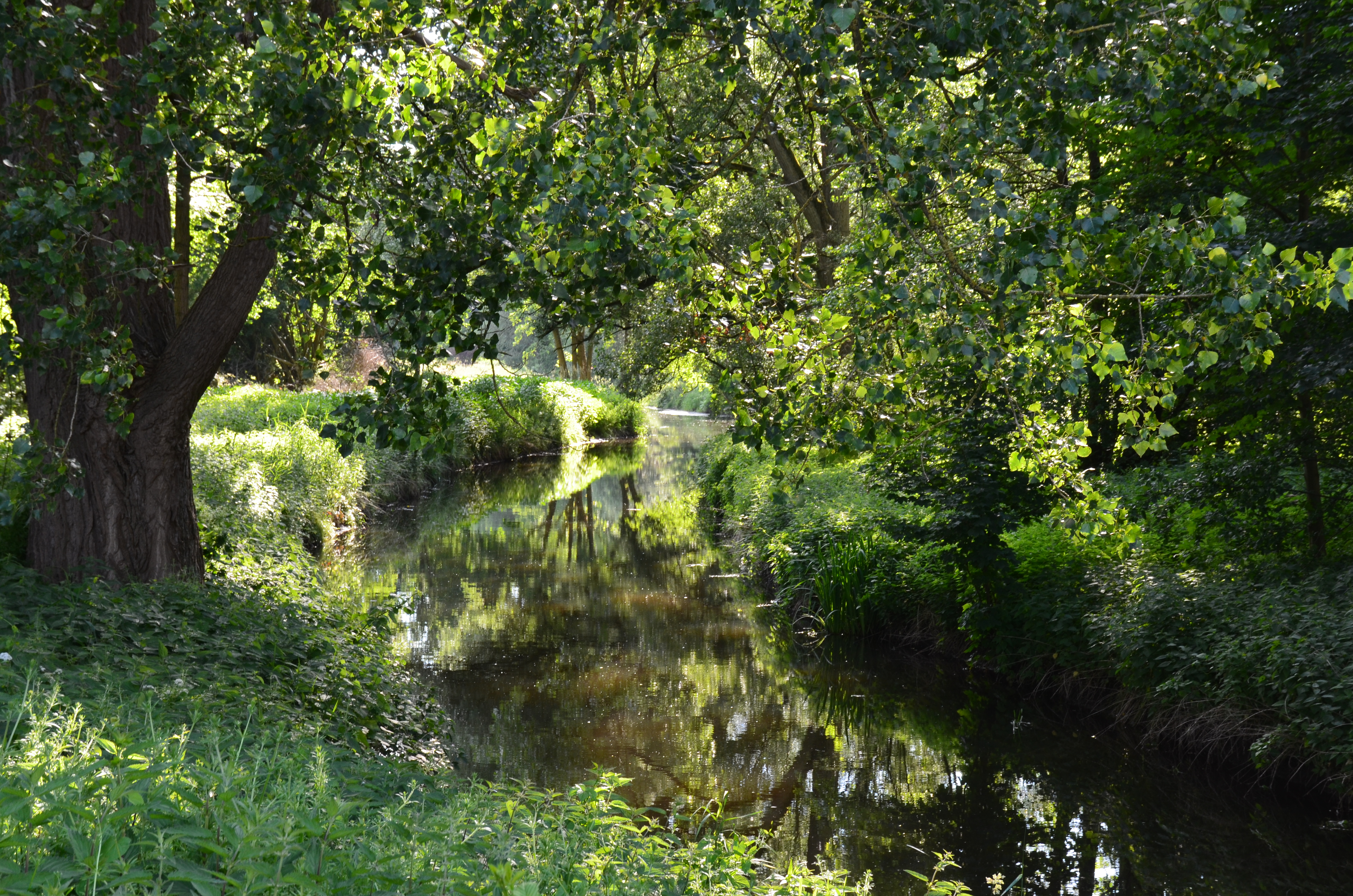
Het riviertje de Aue bij Harsefeld
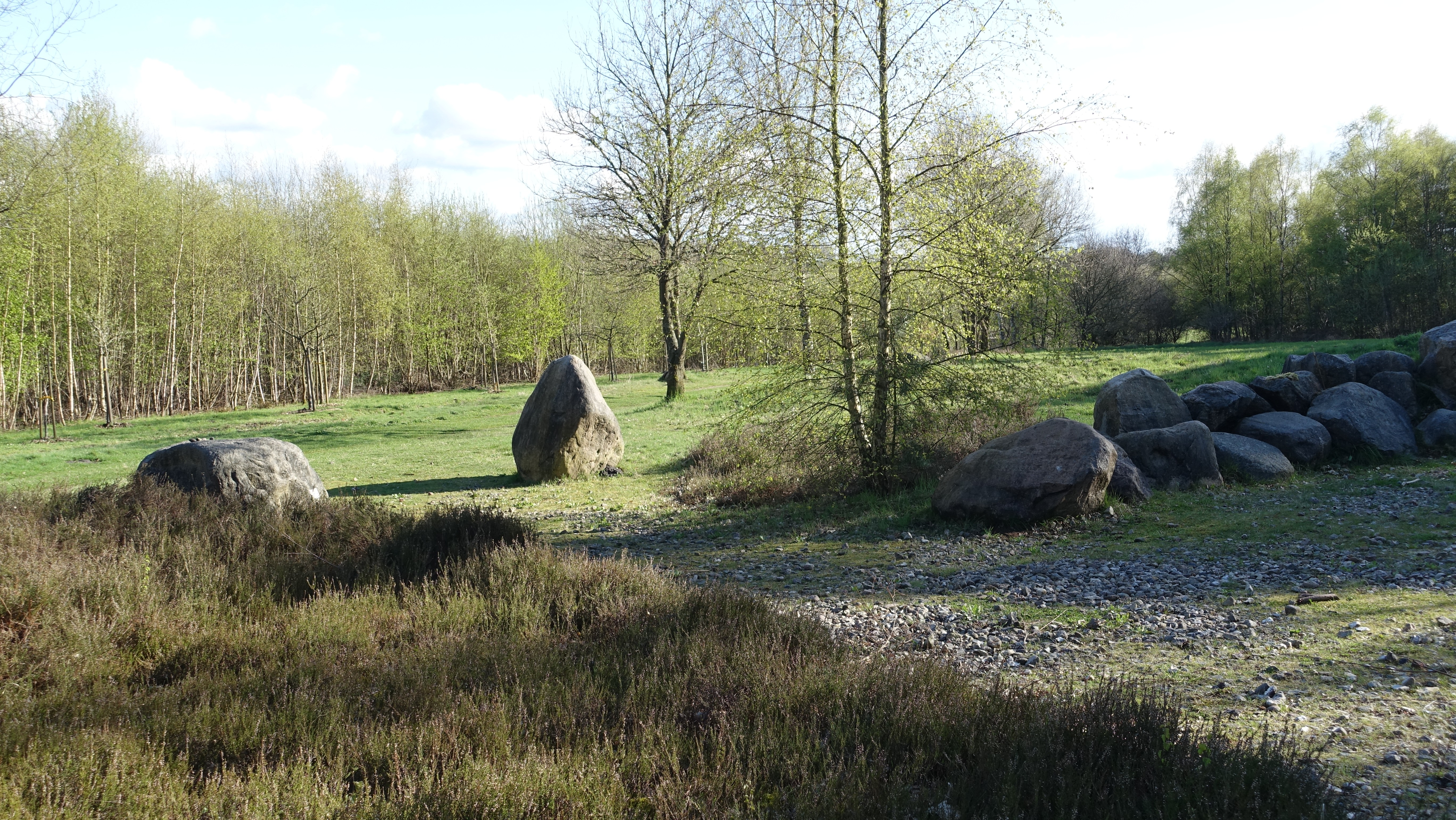
Garten der Steine (stenentuin)
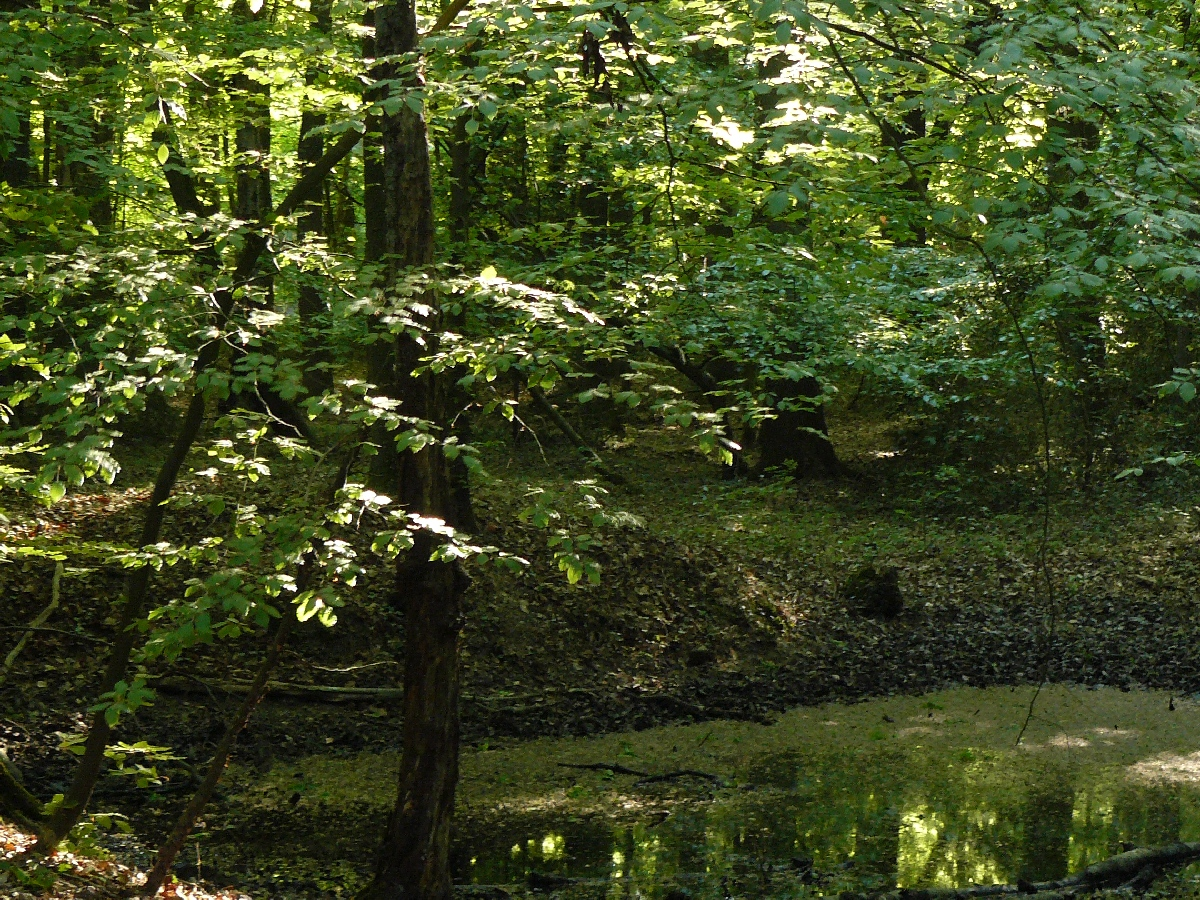
Vochtig bos in natuurreservaat Braken, Harselah, Kahles und Wildes Moor
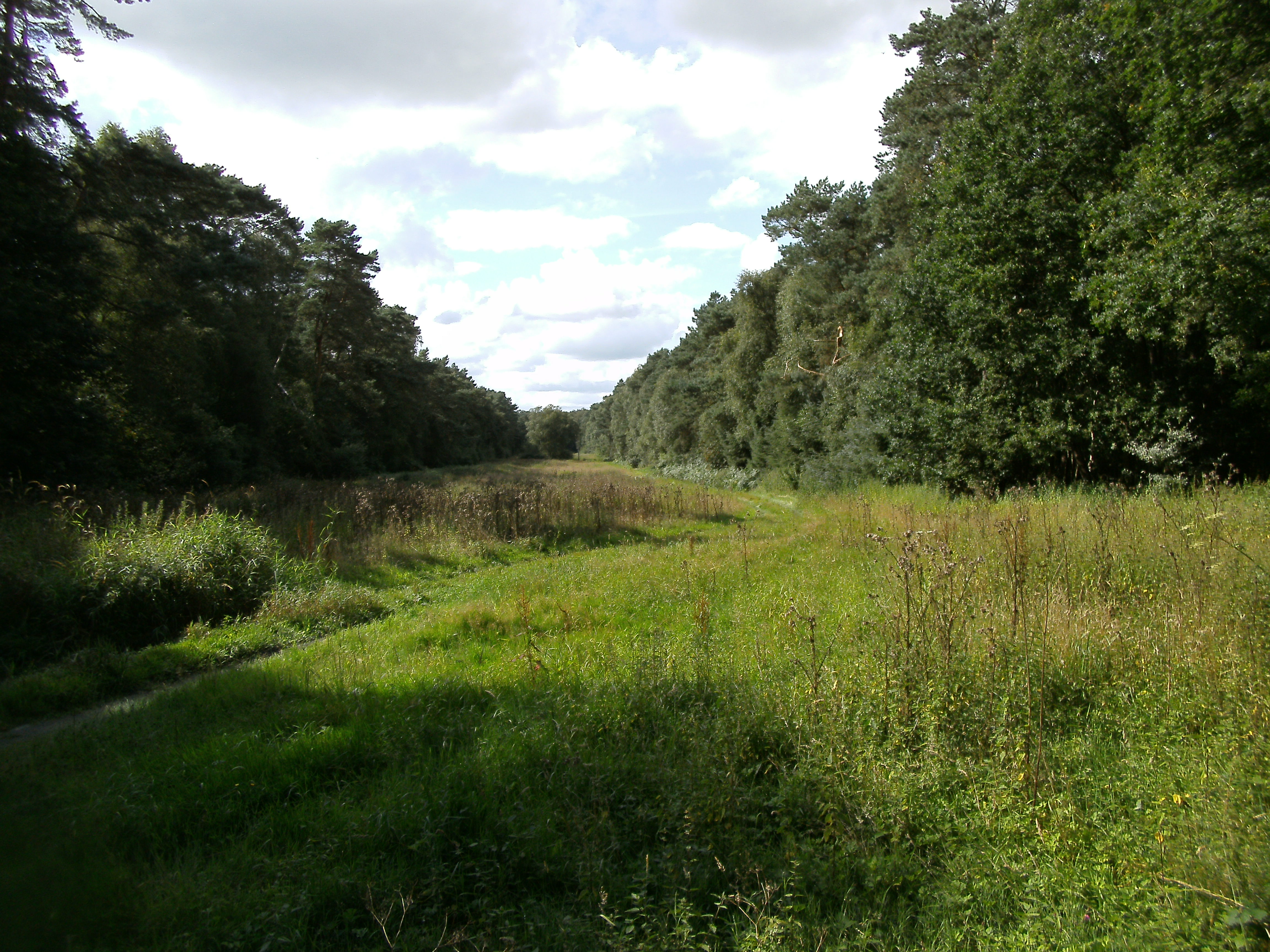
Weiland in dit natuurreservaat

## Sport
Harsefeld heeft een ijshockeyclub, die over een klein eigen ijsstadion beschikt.
Aan de zuidoostkant van de plaats staat een grote fietsenwinkel, waar ook professionele mountainbikers fietsen en toebehoren kunnen kopen.

## Partnergemeentes
Harsefeld onderhoudt een jumelage met Asfeld in Frankrijk.
Een iets minder officiële vriendschapsband (Städte-Freundschaft) bestaat met Feldberg in Mecklenburg-Voor-Pommeren.

## Met Harsefeld verbonden personen

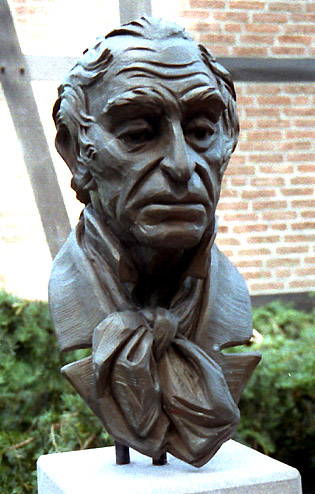
Borstbeeld Frederick Huth, door Carsten Eggers (1998), vóór de bibliotheek

- Frederick Huth (* 20 oktober 1777 in Stade; † 14 januari 1864 in Londen), belangrijk Duits, later Engels zakenman en bankier; als kleine jongen enige tijd kleermakersknecht te Harsefeld; bracht het tot bankier en financieel adviseur van de regering van Spanje; in 1845 schonk hij Harsefeld o.a. geld voor armenzorg, een vernieuwing van de kerkgebouwen te Ahlerstedt en Harsefeld zelf, en een bibliotheek. De openbare bibliotheek van Harsefeld, gevestigd in het Amtshaus, is nog steeds naar hem genoemd, en bevat relatief veel waardevolle 19e-eeuwse boeken. Naar Huth is in Harsefeld ook een straat genoemd.
- Willi Wegewitz (* 8 maart 1898 in het boswachtershuis van Hollenbeck; † 2 januari 1996 in Hamburg-Harburg), archeoloog en heemkundige; van 1927 tot 1929 groef hij bij Harsefeld een grafveld uit de IJzertijd op; vanaf 1930 verbonden aan het Archeologische Museum van Hamburg[5], daarna oprichter van het openluchtmuseum Freilichtmuseum am Kiekeberg te Rosengarten. Te Ahlerstedt, niet ver van Harsefeld, is een straat naar hem genoemd.